# Blumea balsamifera
Blumea balsamifera (L.) DC., 1836 è una pianta spermatofita dicotiledone appartenente alla famiglia delle Asteraceae.

È utilizzata in fitoterapia per la cura del raffreddore comune e come diuretico nella medicina tradizionale filippina, dove è comunemente nota come sambong; è utilizzata anche nella medicina tradizionale thailandese e cinese.

## Descrizione
La specie è stata descritta come segue:
(Scheda sul Sambong in Stuart X Change - Philippine Medicinal Plants)
B. balsamifera è una pianta sempreverde e fiorisce durante tutto l'anno. La produzione di semi è abbondante e si propaga spontaneamente in maniera molto facile.
L'impollinazione avviene probabilmente ad opera di insetti.

## Distribuzione e habitat
La Blumea balsamifera cresce nelle zone tropicali e subtropicali dell'Asia, specialmente nel subcontinente indiano e nel sudest asiatico (Indocina, Cina meridionale, Taiwan, Malaysia, Indonesia e Filippine). 
Cresce ad altitudini comprese fra 0 e 2200 m s.l.m..
Questa pianta è un'erbaccia, una specie ruderale che spesso cresce su terreni disturbati e in prati; cresce anche lungo le sedi stradali, nei terreni infestati da Imperata e in prati incolti e foreste (incluse le foreste di teak e bamboo, talvolta anche sulle rive di fiumi e in zone umide.
Sebbene sia una pianta infestante, è facilmente sradicabile. B. balsamifera si ritrova frequentemente nei terreni erbosi regolarmente bruciati, per il fatto che germoglia rapidamente dalle parti sotterranee dopo che foglie e rami sono stati distrutti dal fuoco (in tal senso tollera bene gli incendi).

### Coltivazione
B. balsamifera è ampiamente coltivata in Asia orientale e sudorientale.

### Malattie e attacchi da parassiti
Malattie: nelle Filippine, la B. balsamifera soffre delle seguenti malattie:
- Endophyllum blumeae, una ruggine fogliare che causa una caduta delle foglie prematura quando l'attacco è severo;
- Cercospora sp., una macchia circolare sulla foglia, che può causare gravi perdite durante la stagione delle piogge; occasionalmente, può comparire una macchia arancione sulla foglia pure causata da Cercospora sp..

Parassiti: la B. balsamifera è un ospite per gli acari Amblyseius sp., Brevipalpus obovatus e Typhlodromus jackmickleyi.

## Usi e impieghi

### Uso nelle Filippine
Nella maggior parte delle Filippine, la B. balsamifera è chiamata sambong in tagalog, ma in visaya è nota con il nome di bukadkad e in iloko è chiamata subsob, subsub o sobsob.
I suoi impieghi principali sono come diuretico e per trattare i sintomi del raffreddore comune.
Come diuretico, il sambong è un'erba utilizzata per trattare l'urolitiasi (calcoli renali o del tratto urinario) e le infezioni del tratto urinario e per ridurre la pressione arteriosa del sangue.
Il sambong agisce anche come espettorante, antidiarroico e antispasmodico.
Talvolta è utilizzato anche come astringente per le ferite.
L'impiego del sambong è approvato dal Dipartimento della Salute filippino, dall'Institute of Traditional and Alternative Health Care e dal Bureau of Plant Industries del Dipartimento dell'Agricoltura.
Si noti che non si afferma che il sambong sia in grado di curare il raffreddore comune o patologie renali, né che esso abbia impieghi terapeutici approvati, bensì si può affermare esclusivamente che allevia i sintomi.
I principi attivi si trovano nell'olio essenziale, estratto dalle foglie del sambong, che contiene principalmente canfora e limonene, ma anche tracce di borneolo, saponina, sesquiterpene and tannino.
Il sambong è disponibile come the ed è reperibile nel mercato. Il the ha un sapore legnoso, con tracce di mentolo, descritto in un sito web ufficiale del Governo delle Filippine come "un forte odore di canfora e un sapore pungente".

### Uso in altri paesi asiatici
Nel folklore thailandese, si chiama Naat (หนาด) e si ritiene che allontani gli spiriti.
Si utilizza anche nella medicina tradizionale cinese, nella medicina popolare malese e nella medicina ayurvedica indiana.
Oltre agli utilizzi come medicinale, può anche essere usata come pianta secca decorativa.

## Altre proprietà terapeutiche
Studi recenti sembrano dimostrare che l'estratto di B. balsamifera eserciti un'azione antiproliferativa, inducendo un'attività inibitoria della crescita nelle cellule del carcinoma epatico nel ratto e nell'uomo (rispettivamente McA-RH7777 e HepG2), senza citotossicità.